# Kanton Selommes
Der Kanton Selommes war bis 2015 ein französischer Wahlkreis im Arrondissement Vendôme, im Département Loir-et-Cher und in der Region Centre-Val de Loire; sein Hauptort war Selommes, Vertreter im Generalrat des Départements war zuletzt von 2001 bis 2015, wiedergewählt 2008, André Buisson. 
Der Kanton war 173,30  km² groß und hatte 4002 Einwohner (Stand: 2012). 

## Gemeinden
| Gemeinde             | Einwohner Jahr | Fläche km² | Bevölkerungsdichte | Postleitzahl | Code INSEE |
| -------------------- | -------------- | ---------- | ------------------ | ------------ | ---------- |
| Baigneaux            | 47 (2013)      | –          | – Einw./km²        | 41290        | 41011      |
| La Chapelle-Enchérie | 197 (2013)     | –          | – Einw./km²        | 41290        | 41037      |
| Coulommiers-la-Tour  | 528 (2013)     | –          | – Einw./km²        | 41100        | 41065      |
| Épiais               | 147 (2013)     | –          | – Einw./km²        | 41290        | 41077      |
| Faye                 | 233 (2013)     | –          | – Einw./km²        | 41100        | 41081      |
| Périgny              | 190 (2013)     | –          | – Einw./km²        | 41100        | 41174      |
| Pray                 | 297 (2013)     | –          | – Einw./km²        | 41190        | 41182      |
| Renay                | 162 (2013)     | –          | – Einw./km²        | 41100        | 41187      |
| Rhodon               | 115 (2013)     | –          | – Einw./km²        | 41290        | 41188      |
| Rocé                 | 215 (2013)     | –          | – Einw./km²        | 41100        | 41190      |
| Sainte-Gemmes        | 102 (2013)     | –          | – Einw./km²        | 41290        | 41210      |
| Selommes             | 837 (2013)     | –          | – Einw./km²        | 41100        | 41243      |
| Tourailles           | 131 (2013)     | –          | – Einw./km²        | 41190        | 41261      |
| Villemardy           | 274 (2013)     | –          | – Einw./km²        | 41100        | 41283      |
| Villeromain          | 236 (2013)     | –          | – Einw./km²        | 41100        | 41290      |
| Villetrun            | 322 (2013)     | –          | – Einw./km²        | 41100        | 41291      |